# バリサル管区
バリサル管区（バリサルかんく）はバングラデシュの最高の地方行政区域である管区の一つ。クルナ管区、ダッカ管区、チッタゴン管区と接し、海岸部はインド洋に面する。
以前はバクラガニ地区(Bakhragani district)という名称であった。

## 地理
ガンジス川（パドマガ川）の河口のデルタ地帯にあり、湿地帯である。管区都市バリサルは、アリアル・カーン川（キルトンコラ川）の河岸にあり、この地方におけるコメなどの集散地である。
バリサルとダッカ（117km北）およびチッタゴン（南西）の間には蒸気船による定義便がある。
バリサル管区には、ボーラ、バリサル、パトゥアカーリ、バルグナ、ジャラカティ、ピロイプルの各県 (Zila) がある。

## 歴史
管区都市バリサルはかつてはロイショードゥリー家の支配下にあったが、現在この一族はコルカタに移住している。バリサルは2002年に都市に昇格した。

## 隣接行政区画
- クルナ管区
- ダッカ管区
- チッタゴン管区

## 行政区画
1. ボルグナ県
2. バリサル県（英語版）
3. ボラ県（英語版）
4. ジョルコタ県（英語版）
5. パトゥアカリ県（英語版）
6. ピロジプール県（英語版）